# Pseudodaphnella
Pseudodaphnella là một chi ốc biển, là động vật thân mềm chân bụng sống ở biển trong họ Conidae.

## Các loài
Các loài thuộc chi Pseudodaphnella bao gồm:
- Pseudodaphnella attenuata Hedley, 1922[2]
- Pseudodaphnella crasselirata (Hervier, 1897)[3]
- Pseudodaphnella daedala (Reeve, 1846)[4]
- Pseudodaphnella excellens (Sowerby III, 1913)[5]
- Pseudodaphnella granicostata (Reeve, 1846)[6]
- Pseudodaphnella intaminata (Gould, 1860)[7]
- Pseudodaphnella leuckarti (Dunker, 1860)[8]
- Pseudodaphnella nebulosa (Pease, 1860)[9]
- Pseudodaphnella nexa (Reeve, 1845)[10]
- Pseudodaphnella nodorete (May, 1916)[11]
- Pseudodaphnella phaedra (Hervier, 1897)[12]
- Pseudodaphnella philippinensis (Reeve, 1843)[13]
- Pseudodaphnella pulchella (Pease, 1860)[14]
- Pseudodaphnella pustulata (Angas, 1877)[15]
- Pseudodaphnella ramsayi (Brazier, 1876)[16]
- Pseudodaphnella retellaria Hedley, 1922[17]
- Pseudodaphnella rottnestensis Cotton, 1947[18]
- Pseudodaphnella stipata Hedley, 1922[19]
- Pseudodaphnella virgo (Schepman, 1913)[20]